# Sture Bergwall
Sture Bergwall (nascido Sture Ragnar Bergwall; 26 de abril de 1950 em Korsnäs, Falun, Suécia), também conhecido como Thomas Quick, foi um indivíduo que por muito tempo acreditou-se ser um serial killer, tendo confessado 39 assassinatos quando foi encarcerado em uma clínica mental voltada para infratores. Os crimes que confessou incluíam canibalismo, estupro e mutilação.
Bergwall cresceu em Korsnäs com seus seis irmãos. Ele adotou de sua mãe o nome de solteira, Quick, por volta de 1991. Sem testemunhas ou provas técnicas forenses que ligassem ele aos crimes, Quick foi condenado no mérito de suas próprias confissões, através do trabalho de Hannes Råstam e sua assistente Jenny Küttim.

## Refererências
1. ↑  Day, Elizabeth (20 de outubro de 2012). «Thomas Quick: the Swedish serial killer who never was». The Observer
2. ↑  Råstam, Hannes (2012). Fallet Thomas Quick : Att skapa en seriemördare (em sueco). [S.l.]: Ordfront. ISBN 978-91-7037--604-7
3. ↑  Dagens Nyheter March 10, 2014 Newspaper debate article signed by Linus Brohult,  editor Swedish Television Science Anna Schytt editor-in-chief Swedish Television Science
4. ↑  Dokument visar att åklagare och polis manipulerade viktiga bevis Documents prove that the prosecutor and police manipulated important evidence
5. ↑  London Review of Books

## Literatura
- Hannes Råstam: Thomas Quick: The Making of a Serial Killer. Cannongate Books, 2013, ISBN 9781782110712
- Dan Josefsson: Mannen som slutade ljuga (The man who stopped lying) (sueco)
- Elizabeth Day: Thomas Quick: the Swedish serial killer who never was. The Observer, 2012-12-20
- Bergwall, Sten-Ove (1995). Min bror Thomas Quick: en berättelse om det ofattbara. Stockhol: Rabén Prisma. (sueco)
- Quick, Thomas (1998). Kvarblivelse. Stockholm: Kaos Press. (sueco)
- "Court orders retrial in new serial killer case". The Local - Sweden's News in English. 26 September 2010.
- "Thomas Quick frikänd för mord" (sueco). SvD Nyheter. 3 September 2010.
- Facsimiles of all the judgments against Quick/Bergwall including appeals  (sueco) Dagens Nyheter